# Anoplodactylus globotuberculosus
Anoplodactylus globotuberculosus is een zeespin uit de familie Phoxichilidiidae. De soort behoort tot het geslacht Anoplodactylus. Anoplodactylus globotuberculosus werd in 2006 voor het eerst wetenschappelijk beschreven door Turpaeva. 